# Itchy and Scratchy in Miniature Golf Madness
Itchy and Scratchy in Miniature Golf Madness est un jeu vidéo de minigolf sorti en 1993 sur Game Boy. Développé par Beam Software et édité par Acclaim, ce jeu est basé sur la série Les Simpson avec les personnages d'Itchy et Scratchy. C'est le dernier jeu à être sorti sur Game Boy,.

## Système de jeu
Le joueur prend le contrôle de Scratchy et joue à différents parcours de minigolf tout en évitant les attaques d'Itchy.
Il y a neuf niveaux dans le jeu.